# Pobedino (Kaliningrad, Gurjewsk)
Pobedino (russisch Победино, deutsch Legitten) ist ein Ort in der russischen Oblast Kaliningrad. Er gehört zur kommunalen Selbstverwaltungseinheit Stadtkreis Gurjewsk im Rajon Gurjewsk.

## Geographische Lage
Pobedino liegt 16 Kilometer östlich der Stadt Kaliningrad (Königsberg) und drei Kilometer nordöstlich von Nisowje (Waldau). Der Ort ist von Malinniki (Spitzings) an der Kommunalstraße 27K-128 in östlicher Richtung zu erreichen. Bis 1945 war Legitten Bahnstation an der Strecke von Königsberg (Preußen) über Possindern (heute russisch: Roschtschino) nach Tapiau (Gwardeisk) der Königsberger Kleinbahn, die nicht mehr in Betrieb ist.

## Geschichte
Das bis 1946 „Legitten“ genannte Gutsdorf kam 1874 zum Amtsbezirk Groß Legden (heute russisch: Dobroje) und gehörte bis 1945 zum Landkreis Königsberg (Preußen) (1938 bis 1945 Landkreis Samland) im Regierungsbezirk Königsberg der preußischen Provinz Ostpreußen. Im Jahre 1910 zählte Legitten 119 Einwohner.
Am 30. September 1928 verlor Legitten seine Eigenständigkeit, indem es sich der neu formierten Landgemeinde Wargienen (russisch: Aprelewka) anschloss.
Infolge des Zweiten Weltkrieges kam Legitten mit dem nördlichen Ostpreußen zur Sowjetunion. Im Jahr 1947 erhielt der Ort die russische Bezeichnung Pobedino und wurde gleichzeitig dem Dorfsowjet Nisowski selski Sowet im Rajon Gurjewsk zugeordnet. Von 2008 bis 2013 gehörte Pobedino zur Landgemeinde Nisowskoje selskoje posselenije und seither zum Stadtkreis Gurjewsk.

## Kirche
Bis 1945 war die seinerzeit überwiegend evangelische Einwohnerschaft Legittens in das Kirchspiel der Kirche Arnau (heute russisch: Rodniki) eingepfarrt. Es gehörte zum Kirchenkreis Königsberg-Land II innerhalb der Kirchenprovinz Ostpreußen der Kirche der Altpreußischen Union. Letzter deutscher Geistlicher war Pfarrer Arthur Brodowski.
Heute liegt Pobedino im Einzugsgebiet der Auferstehungskirche in Kaliningrad (Königsberg) in der Propstei Kaliningrad der Evangelisch-lutherischen Kirche Europäisches Russland (ELKER).